# Red Carpet Massacre
Red Carpet Massacre — дванадцятий студійний альбом англійської групи Duran Duran, який вийшов 13 листопада 2007 року.

## Композиції
1. The Valley - 4:57
2. Red Carpet Massacre - 3:17
3. Nite-Runner - 3:58
4. Falling Down - 5:41
5. Box Full O' Honey - 3:10
6. Skin Divers - 4:24
7. Tempted - 4:22
8. Tricked Out - 2:45
9. Zoom In - 3:25
10. She's Too Much - 5:30
11. Dirty Great Monster - 3:40
12. Last Man Standing - 4:05

## Учасники запису
- Саймон Ле Бон — вокал
- Нік Роудс — клавішні
- Джон Тейлор — бас-гітара
- Роджер Тейлор — ударні
- Домінік Браун — гітара